# William Hale
William Hale (Rome (Georgia), 11 juli 1931 - 10 juni 2020, Woodland Hills) was een Amerikaans film- en televisieregisseur.

## Biografie
Hale staat het best bekend door de films en tv-series zoals The Virginian,  Journey to Shiloh, SOS Titanic, The Murder of Mary Phagan en The Streets of San Francisco.

## Filmografie

### Televisieseries
- Cheyenne (1955)
- Channing (1963-1964)
- Run for Your Life (1965-1967)
- The Virginian (1965-1966)
- The Time Tunnel (1966)
- The Fugitive (1966)
- The F.B.I. (1967-1971)
- The Invaders (1967-1968)
- Judd for the Defense (1967)
- Felony Squad (1967)
- Bob Hope Presents the Chrysler Theatre (1967)
- Lancer (1968-1969)
- The Interns (1970)
- Cannon (1971-1973)
- Night Gallery (1971)
- The Streets of San Francisco (1973-1977)
- Barnaby Jones (1973-1974)
- Kojak (1973)
- Caribe (1975)
- Bert D'Angelo/Superstar (1976)
- The Paper Chase (1978)
- Lace (1984)
- The Murder of Mary Phagan (1988)

### Films
- The Towers (1957)
- Lonnie (1963)
- Gunfight in Abilene (1967)
- How I Spent My Summer Vacation (1967)
- Journey to Shiloh (1968)
- The Great Niagara (1974)
- Nightmare (1974)
- Crossfire (1975)
- Stalk the Wild Child (1976)
- The Killer Who Wouldn't Die (1976)
- Red Alert (1977)
- S.O.S. Titanic (1979)
- Murder in Texas (1981)
- One Shoe Makes It Murder (1982)
- The Demon Murder Case (1983)
- Lace II (1985)
- Harem (1986)
- Liberace (1988)
- People Like Us (1990)